# براد هوكينز
براد هوكينز (بالإنجليزية: Brad Hawkins) هو سياسي أمريكي، ولد في 16 نوفمبر 1975 في سبوكين في الولايات المتحدة. حزبياً، نشط في الحزب الجمهوري. وقد انتخب عضو مجلس نواب واشنطن.